# 380
سنة 380 م (بالأرقام الرومانية: CCCLXXX) كانت سنة كبيسة تبدأ يوم الأربعاء (الرابط يظهر نموذج الجدول الزمني الكامل للسنة) من التقويم اليولياني. في ذلك الوقت كانت هذه السنة تعرف على أنها سنة تولي القنصلية من قبل أغسطس وأغسطس (وتعرف على نطاق أضيق بسنة 1133 من تاريخ تأسيس روما). بدأت تسمية السنة ب380 منذ العصور الوسطى المبكرة، عندما أصبح تقويم أنو دوميني هو الأسلوب السائد في أوروبا لتسمية السنوات.

## مواليد
- هيباتيا

## وفيات
- جهينة بن جندب التميمي